# Atlas (estrella)
Atlas (27 Tauri / HD 23850 / HR 1178) es una estrella que forma parte del cúmulo abierto de las Pléyades en la constelación de Tauro. Su magnitud aparente es +3,62 y se encuentra a unos 440 años luz de distancia. Es la segunda más brillante de las Pléyades, después de Alcíone (η Tauri). En la mitología griega, Atlas era el titán padre de las Pléyades, de donde proviene su nombre.
Atlas es una estrella binaria, estando las dos componentes separadas 0,4 segundos de arco. Atlas A, la más brillante de las dos, es una estrella gigante blanco-azulada de tipo espectral B8III. Su luminosidad es 940 veces mayor que la del Sol —incluyendo la radiación emitida en el ultravioleta— y su temperatura superficial es de 12.300 K. Al igual que otras estrellas de tipo espectral B, Atlas A gira muy deprisa en comparación al Sol, con una velocidad de rotación de al menos 212 km/s.
Tiene cierta reputación como estrella Be, implicando la existencia de un anillo de material radiante producto de la rápida rotación.
A partir de su temperatura y luminosidad se ha estimado que es una estrella 5 veces más masiva que el Sol.
Por otra parte, Atlas A parece ser una binaria espectroscópica, cuyas componentes tienen magnitudes +4,1 y +5,6.
Atlas B, de magnitud +6,8, se encuentra al menos a 52 UA de Atlas A. Es una estrella de tipo A que completa una órbita alrededor de su compañera cada 150 años como mínimo.